# Aljaksej Fjodaraw

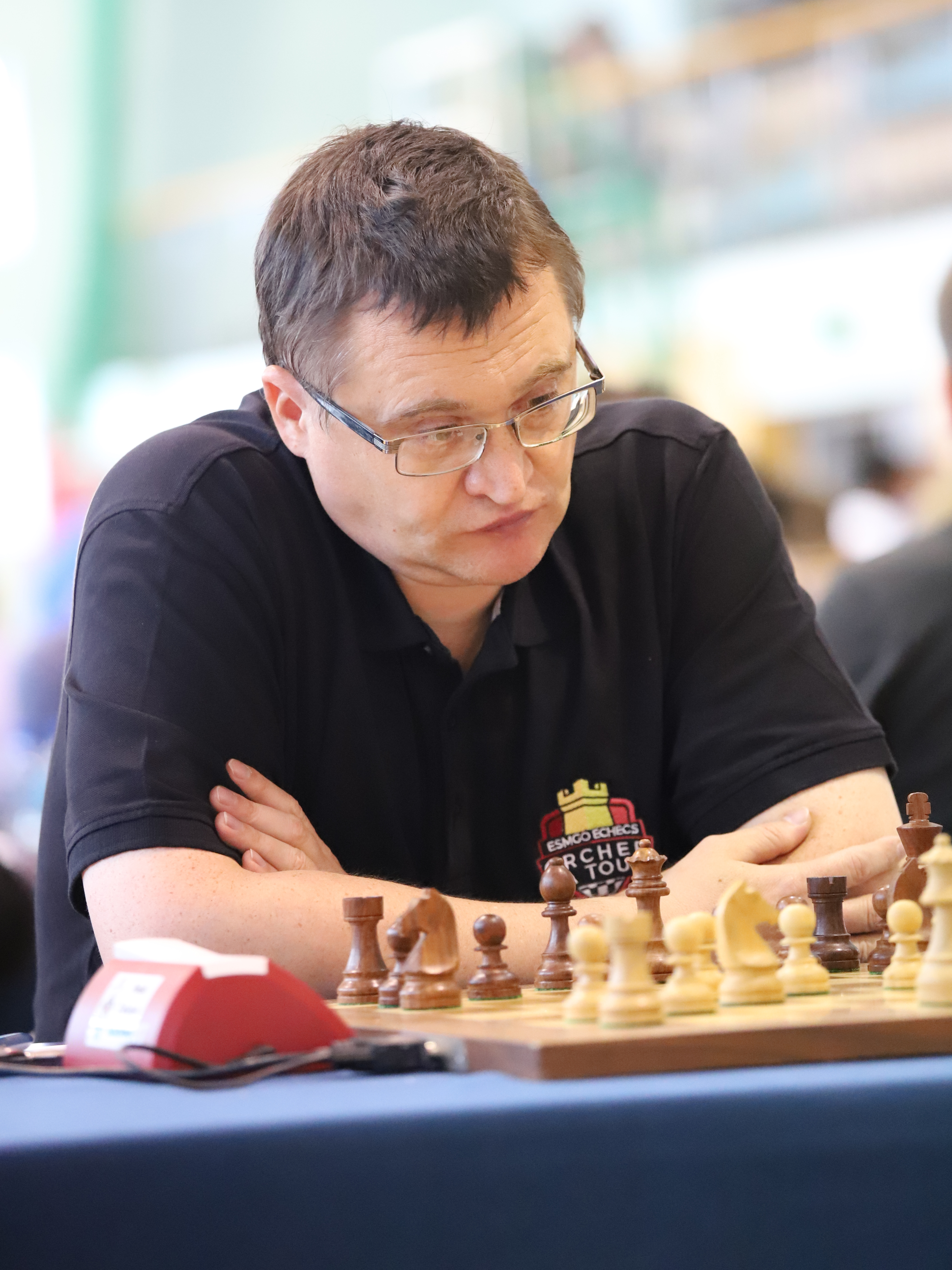
Aljaksej Fjodaraw (2019)

Aljaksej Dzmitryjevitsj Fjodaraw (Wit-Russisch: Аляксей Дзмітрыевіч Фёдараў; Russisch: Алексей Дмитриевич Фёдоров, Aleksej Dmitrijevitsj Fjodorov) (Mahiljow, 27 september 1972) is een Wit-Russische schaker met FIDE-rating 2589 in 2017. Hij is een grootmeester (GM). Fjodaraw wordt beschouwd als specialist van het Koningsgambiet en de Drakenvariant van de Siciliaanse verdediging.
Tot 1992 speelde hij voor de Sovjet-Unie, vervolgens een korte periode voor Rusland en sinds 1993 voor de schaakfederatie van Wit-Rusland (Belarus). Fjodaraw werd in 1992 Internationaal Meester (IM) en in 1995 grootmeester. Hij won het schaakkampioenschap van Wit-Rusland in 1993, 1995, 2005 en 2008. Hij nam deel aan zeven Schaakolympiades (+22 =32 -16). Hij nam deel aan het Wereldkampioenschap schaken (FIDE) in 1999, 2000 en 2002. In 1999 werd hij uitgeschakeld in de vierde ronde, in 2000 en 2002 werd hij in de eerste ronde uitgeschakeld.

## Enkele toernooiresultaten
- Deelname aan het Corus-schaaktoernooi in 2001. Het werd gewonnen door Garri Kasparov, Fjodaraw eindigde op een gedeelde tiende plaats.[3]
- Gedeeld winnaar van het Aeroflot Open in 2003 (derde na tiebreak).
- Winnaar van het 4e Parsvnath International Open Schaaktoernooi in 2006 (9 pt. uit 10).[4]
- Gedeeld eerste bij het Cappelle-la-Grande Open toernooi in 2013 (7e na tiebreak).

## Externe koppelingen
- (en)   Informatie over schaakpartijen van Aljaksej Fjodaraw op ChessGames.com
- (en)   Informatie over schaakpartijen van Aljaksej Fjodaraw op 365chess.com
- (en)  FIDE-ratinggegevens voor Aljaksej Fjodaraw